# Nightmare Revisited
Nightmare Revisited é um álbum cover de canções do filme de 1993 O Estranho Mundo de Jack. Foi lançado em 30 de setembro de 2008 pela Walt Disney Records. Em adição aos 18 covers do álbum há dois regravados pelo compositor original Danny Elfman, das faixas “Opening” e “Closing”. Uma canção apresentada no álbum, “This is Halloween”, de Marilyn Manson, foi lançada cerca de dois anos antes, no “The Nightmare Before Christmas: Original Motion Picture Soundtrack” que, contendo cinco covers de canções do filme, agiu como precursor ao “Nightmare Revisited”. O álbum também apresenta a última canção do Korn antes de entrarem em seu hiatus, a música “Kidnap the Sandy Claws”. Como conteúdo adicional ao disco há o trailer do filme “O Estranho Mundo de Jack”.
A banda estadunidense de psychobilly Tiger Army também forneceu um cover de “Oogie Boogie’s Song”, que não foi acrescentada ao “Nightmare Revisited”, mas foi lançada como faixa bônus digital. O cover de Scott Murphy de “Sally’s Song” também é apresentada na versão japonesa do álbum.

## Divulgação
Em 27 de setembro de 2008, três dias antes do lançamento de Nightmare Revisited, o álbum estava disponível para download exclusivamente no no site da revista Spin.
Em 22 de setembro de 2008, a vocalista do Evanescence, Amy Lee, que contribuiu com o cover de "Sally’s Song" para o álbum, anunciou que ela apresentaria seu cover no The Tonight Show with Jay Leno em 13 de outubro de 2008. Similar ao que foi feito dois anos antes por Marilyn Manson que, depois de contribuir com um cover de “This is Halloween” para “The Nightmare Before Christmas: Original Motion Picture Soundtrack”, apresentou seu cover no “The Tonight Show”, em 31 de outubro de 2006.

## Faixas
Todas as músicas foram escritas e compostas por Danny Elfman.
1. "Overture" (DeVotchKa) – 2:36
2. "Opening" (Danny Elfman) – 1:00
3. "This Is Halloween" (Marilyn Manson) – 3:22
4. "Jack's Lament" (The All-American Rejects) – 3:15
5. "Doctor Finkelstein/In The Forest" (Amiina) – 3:17
6. "What's This?" (Flyleaf) – 3:20
7. "Town Meeting Song" (The Polyphonic Spree) – 8:55
8. "Jack and Sally Montage" (The Vitamin String Quartet) – 5:44
9. "Jack's Obsession" (Sparklehorse) – 5:32
10. "Kidnap the Sandy Claws" (Korn) – 3:37
11. "Making Christmas" (Rise Against) – 3:27
12. "Nabbed" (Yoshida Brothers) – 7:34
13. "Oogie Boogie's Song" (Rodrigo y Gabriela) – 2:48
14. "Sally's Song" (Amy Lee) – 3:02
15. "Christmas Eve Montage" (RJD2) – 3:46
16. "Poor Jack" (Plain White T's) – 2:34
17. "To the Rescue" (Datarock) – 3:34
18. "Finale/Reprise" (Shiny Toy Guns) – 3:06
19. "Closing" (Danny Elfman) – 1:24
20. "End Title" (The Album Leaf) – 3:46

### Faixas bônus
1. "Oogie Boogie's Song" (Tiger Army) (versão do iTunes) – 3:02
2. "Sally's Song" (Scott Murphy) (versão japonesa) – 2:11